# Ultra Density Optical
Die Ultra Density Optical (UDO) wurde vom britischen Hersteller Plasmon als Nachfolger der MOD für den professionellen Unternehmenseinsatz entwickelt. Technisch beruht UDO auf der Phase-Change-Technik und hat eine Speicherkapazität von 30 GB (Gigabyte), UDO2.0 wird mit 60 GB (GByte) angegeben und wurde in Hannover auf der CeBIT 2007 vorgestellt. Seit September 2004 basiert die UDO auf der herstellerübergreifenden Norm ISO/IEC 17345.
Seit dem Konkurs von Plasmon im Jahre 2008 ist Mitsubishi (Japan) der einzige verbliebene Hersteller, wobei die Disks teilweise umgelabelt und unter verschiedenen Markennamen (Plasmon, IBM, Maxoptix) vertrieben werden.
In der Industrievereinigung UDO Technology Forum sind die UDO-Unterstützer organisiert.

## Spezifikation der Medien
Das UDO-Medium befindet sich in einer Cartridge im 5 1⁄4″-Format, damit sie in bereits existierenden Jukeboxen (oder Optical Libraries) des gleichen Mediumformats (5 1⁄4″ MOD) verwendet werden können. Dazu müssen in den Jukeboxen jedoch UDO-Laufwerke installiert werden. MOD und UDO sind nicht kompatibel.
Die UDO wird in drei Medienvarianten zur elektronischen Archivierung angeboten:
- True-Write-Once bedeutet einmal beschreibbar und nicht löschbar
- Compliance-Write-Once ist einmal beschreibbar, verfügt aber zur gezielten Datenlöschung über eine Scratch-Funktion
- Rewritable bedeutet bis zu 10.000 mal wiederbeschreibbar

Die Datenintegrität der gespeicherten Daten auf den Medien ist auf 50 Jahre zertifiziert.

## Normen und Standards
- ISO/IEC 17345, basiert auf dem Standard ECMA-350.